# 韓晃 (晉朝)
韓晃（？－329年），晉朝历阳（和县）内史蘇峻部將。
咸和二年（327年）十月苏峻联结豫州（今河南淮阳）刺史祖约反晋。韩晃攻占姑孰（今当涂）。宣城内史桓彝驻芜湖，企图袭击韩晃，被击败，退保广德。咸和三年（328年）正月，蘇峻進攻建康（今南京市）。韓晃於慈湖（今马鞍山慈湖）殺司馬流，又猛攻蘭石城，俞縱力戰死。韩晃轉攻桓彝，桓彝固守泾县近一年，力盡而死。
咸和三年（328年）十月，苏峻被荆州刺史陶侃部将彭世等所杀。蘇峻死後，軍心大亂，成帝咸和四年（329年），晋军进击石头城。蘇軍全無鬥志，一戰即潰，苏峻之子苏硕在逃亡時被晋军斩杀，“惟（韩）晃独出，带两囊箭，却据胡床，弯弓射之，杀伤甚众。箭尽，乃斩之。”